# 若瑟萊姆·普利韋爾
若瑟萊姆·普利韋爾（法語發音：[ʒɔslɛʁm pʁivɛʁ]；1953年2月1日—），是一名海地會計師、官員及政治人物，曾2001年－2002年出任让-贝特朗·阿里斯蒂德政府的經濟和財政部長。
2016年2月14日，普利韋爾被海地參議院選為代理海地總統，以在不超過120天的大選期間執行職權，但該選舉在臨時選舉委員會於2016年4月5日被取消，並決定在2016年10月初舉行新選舉。
2016年6月14日，他在原定的任期屆滿之後仍是事實上的總統（de facto president），因為國民議會拒絕任命繼任人選或採取其他行動。